# やまあき道屯
やまあき 道屯（やまあき どうとん）は、日本の漫画家。夫婦によるユニットであり、妻が原作を担当し夫が作画を担当している。

## 受賞歴
- 講談社「ちばてつや賞ヤング部門」準優秀新人賞受賞
- 「MANGA OPEN」わたせせいぞう賞受賞
- 福島正実記念SF童話賞　佳作受賞

## 作品リスト
- 『IZUMI』 - 講談社「ミスターマガジン」にて連載（全1巻）
  1. ISBN 978-4063281958
- 『びわこさん』
- 『空室あります』 - 講談社「週刊モーニング」にて連載（全4巻）
  1. ISBN 978-4063287868
  2. ISBN 978-4063288216
  3. ISBN 978-4063288414
  4. ISBN 978-4063288445
- 『花信風』 - 竹書房「近代麻雀ゴールド」にて連載
- 『エナジィ』 - 実業之日本社「漫画サンデー」にて連載
  - 「X細胞は深く息をする」とタイトルを改めサンクチュアリ・パブリッシングより単行本化。

  1. ISBN 978-4861139420

- 『明治骨董奇譚 ゆめじい』 - 「ビッグコミックオリジナル増刊」にて連載（全3巻）
  1. ISBN 978-4091845375
  2. ISBN 978-4091857606
  3. ISBN 978-4091867131
- 『大江戸恐龍伝』 -「ビッグコミックオリジナル」にて連載（全2巻） 原作 夢枕獏　作画 やまあき道屯　脚色 やまあき連理

上　ISBN 978-4098604265
下　ISBN 978-4098604272

## 読み切り作品リスト
- 「カッパ屋総本店」ヤングマガジン増刊
- 「俺はお前が嫌いだ」ヤングマガジン増刊
- 「エアコンマン」ヤングマガジン
- 「エアコンマン2」ヤングマガジン
- 「ビター・スィート・サンバ」ヤングマガジン増刊
- 「僕がモトに戻るには」モーニング
- 「自由って何?」モーニング
- 「運命の人」モーニング
- 「桃源遁」モーニング

## 補足
『空室あります』は広東語に翻訳され台湾・香港で出版。
『X細胞は深く息をする』は英語翻訳され「Breathe Deeply」として英語圏で出版（ISBN 978-1935548072）。また「日経ビジネスアソシエ」で「今読むべき本」として紹介される。
『明治骨董奇譚 ゆめじい』は「活字倶楽部」2013冬号にて、米澤穂信が2012年に読んで印象に残っている本のコミック部門にあげている。
2019年3月から高知新聞、神戸新聞、熊本日日新聞、秋田魁新報、北國新聞、中國新聞、信濃毎日新聞にて夢枕獏 作 新聞小説『白鯨・Moby-Dick』の挿絵を担当する。